# Wake Village
La ville de Wake Village est située dans le comté de Bowie, dans l’État du Texas, aux États-Unis. Sa population s’élevait à 5 492 habitants lors du recensement de 2010, estimée à 5 455 habitants en 2016. Wake Village fait partie de l’agglomération de Texarkana.

## Source
- (en) Cet article est partiellement ou en totalité issu de l’article de Wikipédia en anglais intitulé « Wake Village, Texas » (voir la liste des auteurs).